# Wesley Sneijder
Wesley Benjamin Sneijder (* 9. června 1984 Utrecht, Nizozemsko) je bývalý nizozemský fotbalový záložník a reprezentant.
V roce 2004 získal Cenu Johana Cruijffa (Johan Cruijff Prijs), která se v Nizozemsku každoročně uděluje nejlepším mladým hráčům do 21 let.
Jeho posledním klubovým angažmá byla katarská Al-Gharafa SC.
V roce 2019 ukončil kariéru.

## Klubová kariéra

### Ajax Amsterdam
Ačkoli se narodil v Utrechtu, fotbalovou kariéru od útlého dětství budoval v Ajaxu Amsterdam. Zlom ve Sneijderově kariéře znamenala sezona 2002/03, když si zahrál čtvrtfinále Ligy mistrů proti AC Milán a nastoupil ke své reprezentační premiéře.
V sezoně 2003/04 vstřelil devět gólů v 30 utkáních a přispěl tak Ajaxu k opětovnému získání titulu mistra Nizozemska. V sezoně 2004/05 rozhodl finále nizozemského superpoháru, když vstřelil vítězný gól, díky němuž Ajax porazil FC Utrecht.

### Real Madrid
V letním přestupním termínu 2007 poprvé v kariéře změnil klub, když za 24 mil. € přestoupil do španělského velkoklubu Real Madrid.

### Inter Milán

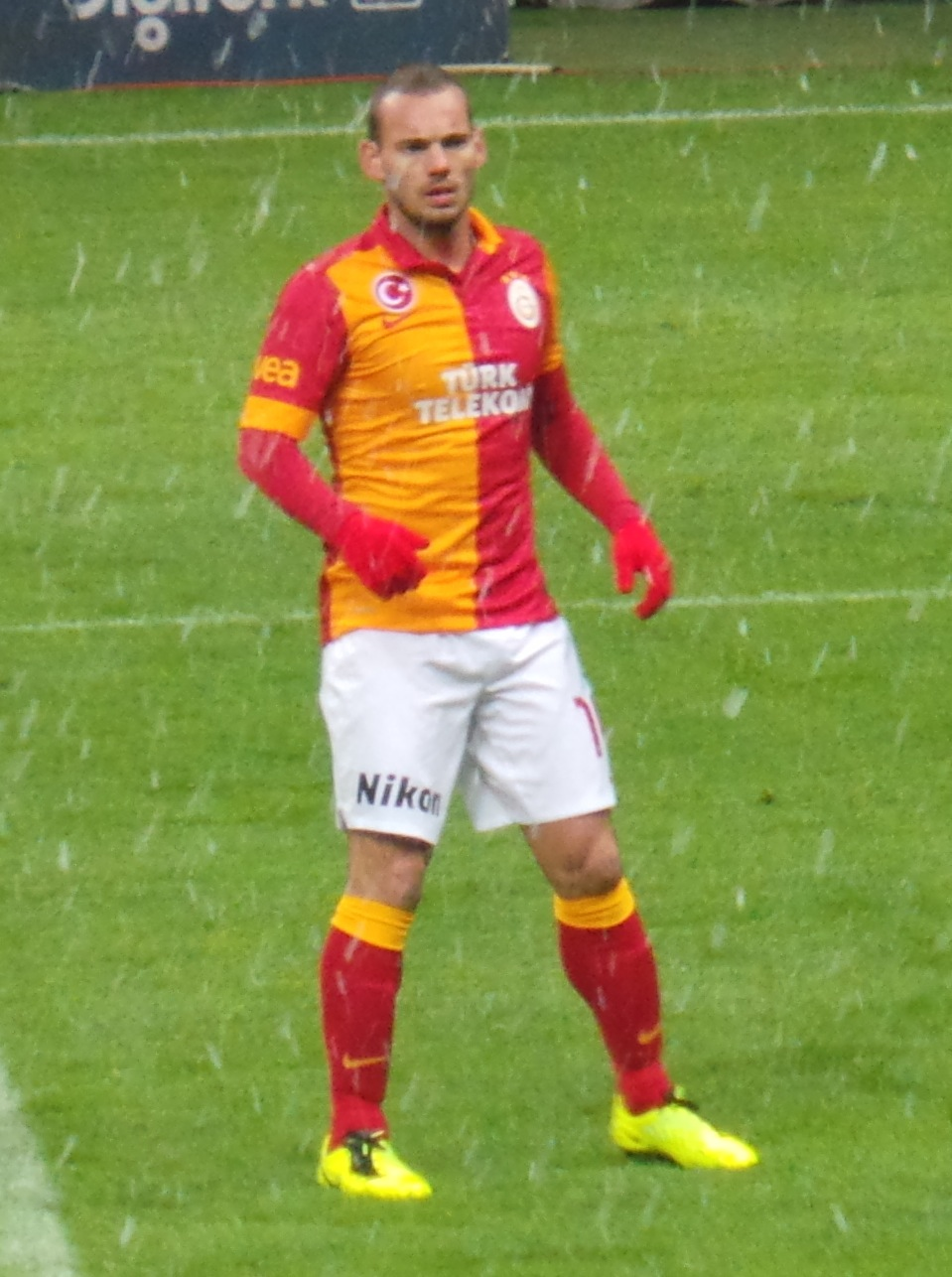
Wesley Sneijder v dresu Galatasaray SK.

O dva roky později si ho vyhlédl italský popřední klub Inter Milán za 17 mil. €, v jehož dresu v sezoně 2009/10 získal titul v Serii A, ligový pohár a vyhrál Ligu mistrů. V Interu ho vedl portugalský trenér José Mourinho a po jeho odchodu Španěl Rafael Benítez.

### Galatasaray Istanbul
Ke konci angažmá v Interu prohlásil, že už nepatří mezi nejlepší hráče světa a přestoupil do tureckého velkoklubu z Istanbulu Galatasaray SK.. Za Galatasaray odehrál 4 sezony, ve kterých se na hřišti objevil ve 122 zápasech a vstřelil 35 gólů.
Italský trenér Andrea Stramaccioni se v létě 2017 v rozhovoru zmínil, že Sneijdera chtěl do Sparty Praha. Z jednání však sešlo.

### OGC Nice
V létě roku 2017 přešel jako volný hráč do francouzského prvoligového týmu OGC Nice.

### Al-Gharafa SC
V lednu 2018 odešel Sneijder do katarského celku Al-Gharafa SC, se kterým podepsal kontrakt do léta 2019.

## Reprezentační kariéra
Poprvé nastoupil za reprezentaci do 21 let dne 28. března 2003 proti České republice.
Za seniorský národní tým Nizozemska si zahrál poprvé o měsíc později, a to dne 30. dubna 2003 v přátelském zápase v Eindhovenu proti Portugalsku (remíza 1:1). S nizozemskou reprezentací se zúčastnil i Mistrovství světa ve fotbale 2010, kde ve finále proti Španělsku Nizozemsko prohrálo 0:1.

### EURO 2012
Mistrovství Evropy 2012 v Polsku a na Ukrajině se Nizozemsku vůbec nezdařilo. Ačkoli bylo po suvérénní kvalifikaci považováno za jednoho z největších favoritů, prohrálo v základní skupině B všechny tři zápasy (v tzv. „skupině smrti“ postupně 0:1 s Dánskem, 1:2 s Německem a 1:2 s Portugalskem) a skončilo na posledním místě. Sneijder odehrál všechny tři zápasy v základní sestavě.

### MS 2014
Trenér Louis van Gaal jej vzal na Mistrovství světa 2014 v Brazílii. Nizozemsko šlo do vyřazovací fáze s devíti body z prvního místa. V osmifinále proti Mexiku (výhra 2:1) zařídil střelou z vápna v 88. minutě vyrovnání na 1:1. Ve čtvrtfinále s Kostarikou (0:0, 4:3 na penalty) proměnil stejně jako jeho tři spoluhráči v závěrečném penaltovém rozstřelu svůj pokus a Nizozemsko postoupilo mezi čtyři nejlepší celky turnaje. V semifinále s Argentinou po výsledku 0:0 šel také kopat penaltu a tentokrát ji neproměnil. Nizozemci v rozstřelu podlehli 2:4 a šli do boje o bronzové medaile proti Brazílii, který vyhráli 3:0.

## Úspěchy
- Tým roku podle UEFA – 2010[14]